# Amatørarkæologi
Amatørarkæologi dyrkes af amatørarkæologer, en betegnelse der dækker over "et aktivt arkæologisk interesseret individ, der ikke er uddannet indenfor faget".
Arkæologiske museer inddrager en gang imellem lokalområdets amatørarkæologer til løsning af nogle opgaver. 
En amatørarkæolog, kan have lige så forskellige interesseområder indenfor arkæologien, som de professionelle, lige fra
den mere videnskabelige indgangsvinkel, til den meget fysisk aktive del af det arkæologiske arbejde.
I Danmark er amatørarkæologerne forsamlet i de to store paraplyorganisationener: Sammenslutningen Af Danske Amatørarkæologer SDA
med en bred vifte af interesseområder, og Nordisk Detektor Forum.
Det største danske magasin for historie og amatørarkæologi-interesserede hedder Fund & Fortid der udgives af SDA.
I juli 2016 blev det rapporteret, at der i Danmark var op mod 2,5 års ventetid for at få udbetalt danefæ for fund, som amatørarkæloger havde fundet, fordi interessen for amatørarkæologi, og derfor også antallet af fund der blev indleveret, var steget kraftigt, og museerne derfor ikke havde ressourcer til at følge med.